# Zürcher Schule der Konkreten

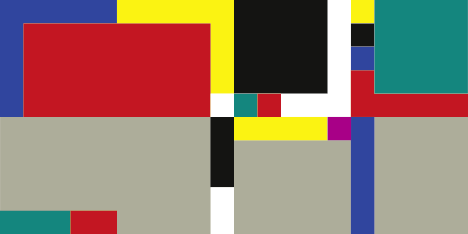
Camille Graeser: Rhythmische Reduktion

Die Zürcher Schule der Konkreten ist die schweizerische Ausprägung der Konkreten Kunst.

## Geschichte
In Deutschland wurde mit der Expressionismusdebatte das Ende des Expressionismus eingeläutet, während in Zürich die Saat jener Künstler aufging, die später als die «Zürcher Schule der Konkreten» berühmt werden sollten: Johannes Itten, Sophie Taeuber-Arp, Camille Graeser und Leo Leuppi entwickelten in den 1920er Jahren ihre gegenstandsfreie, geometrisch-farbliche Ordnung.
Die «Zürcher Schule der Konkreten» ging in den 1930er-Jahren von der Kunstgewerbeschule Zürich (später: Schule für Gestaltung, heute: Zürcher Hochschule der Künste) aus und wirkte weltweit. Sie bürgerte sich im Anschluss an die 1949 in Stuttgart, München und Zürich gezeigte Ausstellung «Zürcher Konkrete Kunst» ein. Zum Kern der «Zürcher Konkreten» gehören Max Bill, Camille Graeser, Verena Loewensberg und Richard Paul Lohse. Häufig werden auch Fritz Glarner und Hans Hinterreiter dazugezählt.
Die «Zürcher Konkreten» zeichneten sich durch ihre rigorose Bildlogik in ihrer Auslegung der «konkreten Kunst» aus. Als Theoretiker hatte insbesondere Max Bill einen nachhaltigen Einfluss auf die Entwicklung der «konkreten Kunst» und Richard Paul Lohse gilt weiterführend als der Begründer der «seriellen Kunst». Wichtige Impulse für die künstlerische Entwicklung erhielten die Konkreten von Wassily Kandinsky und Paul Klee.
Durch Max Bill erfuhr der Begriff folgende Erweiterung:

«konkrete kunst nennen wir jene kunstwerke, die aufgrund ihrer ureigenen mittel und gesetzmässigkeiten – ohne äusserliche anlehnung an naturerscheinungen oder deren transformierung, also nicht durch abstraktion – entstanden sind. konkrete kunst ist in ihrer eigenart selbständig. sie ist der ausdruck des menschlichen geistes, für den menschlichen geist bestimmt, und sie sei von jener schärfe, eindeutigkeit und vollkommenheit, wie dies von werken des menschlichen geistes erwartet werden muss. konkrete malerei und plastik ist die gestaltung von optisch wahrnehmbarem. ihre gestaltungsmittel sind die farben, der raum, das licht und die bewegung… konkrete kunst ist in ihrer letzten konsequenz der reine ausdruck von harmonischem mass und gesetz. sie ordnet systeme und gibt mit künstlerischen mitteln diesen ordnungen das leben… sie erstrebt das universelle und pflegt dennoch das einmalige. sie drängt das individualistische zurück, zugunsten des individuums.»

Eine Gegenbewegung zur Konkreten Kunst etablierte in späteren Jahren unter anderem der Schweizer Künstler Josef Ebnöther mit seinen Bildern. Er wird im Klappentext eines Buches als «anarchischer künstlerischer Antipode zur Zürcher Schule der Konkreten [bezeichnet], welche die Schweizer Kunst mit strenger formengeometrischer Bildlogik rigoros beherrscht.»

## Künstler der Zürcher Schule der Konkreten
- Max Bill
- Hans Coray
- Fritz Glarner
- Camille Graeser
- Hans Hinterreiter
- Johannes Itten
- Leo Leuppi
- Verena Loewensberg
- Richard P. Lohse
- Anton Stankowski
- Sophie Taeuber-Arp
- Carlo Vivarelli
- André Evard